# Robert Bullock
Robert Bullock est un acteur de films pornographiques américain. Son nom de scène provient de la chaine de magasins Bullock's où il a travaillé comme vendeur. Il a obtenu deux AVN Awards du meilleur acteur dans les années 1980 et est membre de l'AVN Hall of Fame.

## Distinctions
- AVN Awards :
  - 1988 : Meilleur acteur - Video (Best Actor - Video) pour Romeo and Juliet
  - 1989 : Meilleur acteur - Film (Best Actor - Film) pour Portrait of an Affair

## Filmographie succincte
- Romeo and Juliet (1987)
- Jane Bond Meets Golden Rod (1987)
- Portrait of an Affair (1988)
- Candy's Little Sister Sugar (1988)